# Alburnus thessalicus
Alburnus thessalicus е вид лъчеперка от семейство Шаранови (Cyprinidae). Видът е незастрашен от изчезване.

## Разпространение
Разпространен е в Албания, България, Гърция, Северна Македония и Сърбия.

## Описание
На дължина достигат до 12 cm.